# Hindemith-Musikzentrum
Das Hindemith-Musikzentrum (französisch: Centre de Musique Hindemith) ist ein Kulturzentrum der Hindemith-Stiftung in Blonay in der Schweiz.

## Geschichte
Das Hindemith-Musikzentrum hatte anfangs seinen Sitz in einem Chalet, das im Besitz der Familie de Lacroix stand. Sie förderte in ihrem Haus Kammermusik. Der US-amerikanische Komponist und Hindemith-Schüler Howard Boatwright besuchte 1968 das Chalet. Als Musikprofessor errichtete er in Blonay eine Außenstelle der Syracuse University. Die Sommerkurse wurden in der Kirche St-Légier-La Chiésaz abgehalten. Hindemiths Testamentsvollstrecker Marius Décombaz wandte sich an Bootwrights Freund Hugues Cuénod und das Chalet wurde 1974 für die geplante Hindemith-Stiftung erworben. Außerdem wurde das Hindemith-Institut in Frankfurt am Main gegründet. Leiterin des neuen Musikzentrums in Blonay wurde Anne-Charlotte Van Cleef. Für das sogenannte Journées Paul Hindemith gastierten auch das Melos Quartett, LaSalle String Quartet, Bruno Giuranna, Siegfried Palm und Saschko Gawriloff.
Seit 1997 besteht der Komplex aus drei Gebäuden, dem Chalet de Lacroix, Pavillon und Maison Décombaz. Renommierte Künstler spielten bereits im Musikzentrum, so das Freiburger Barockorchester, Concerto Köln, Ensemble Sortisatio, die Junge Deutsche Philharmonie, das Ensemble Contrechamp und Die Deutsche Kammerphilharmonie Bremen.
Von 2000 bis 2003 war der Musikwissenschaftler Samuel Dähler Präsident des Musikzentrums. Seit 2004 leitet der Hotelier Marcel Lachat das Hindemith-Musikzentrum.